# Išbi-Erra
Išbi-Erra (Ischbi-Erra) war um 2017 bis 1985 v. Chr. König und Begründer der Dynastie von Isin.
Er trat in gewissem Sinne das Erbe der III. Dynastie von Ur an. Die Chronologie von seinem Aufstieg zur Macht ist nicht einwandfrei zu bestimmen; er erkannte die Autorität des Königs von Ur länger an als eine Anzahl anderer Stadtfürsten und trat mit Sicherheit erst nach Ibbi-Suens zwölftem Regierungsjahr als selbstständiger Herrscher auf.

## Regierungszeit
Während der folgenden zwei oder drei Jahre gelang es ihm, seinen Machtbereich auf Nippur auszudehnen, das für die Herrschaft in Sumer entscheidende Bedeutung hatte.
Über die nächsten Regierungsjahre ist wenig bekannt. Manche Texte sprechen von Befestigungsbauten und weisen auf Kämpfe mit elamitischen Invasoren sowie auf die Aufnahme diplomatischer Beziehungen zu einer Anzahl nach Mesopotamien vordringender Nomadenstämme hin.
Nach der Zerstörung von Ur bietet sich folgendes Bild: Die Legitimität von Išbi-Erras Oberhoheit wurde, vermutlich teilweise infolge seiner Schutzherrschaft über Nippur, im Norden bis nach Arrapḫa (dem heutigen Kirkuk) und im Süden bis nach Dilmun (dem heutigen Bahrain) anerkannt; man wird daher in der Vermutung bestärkt, Išbi-Erra sei als Erbe des Imperiums der III. Dynastie von Ur angesehen worden.
Acht Jahre nach der Zerstörung von Ur gelang es Išbi-Erra, die in den Ruinen der Stadt zurückgelassene feindliche Garnison zu vertreiben. Später baute er die Stadt wieder auf und installierte die Statue des Mondgottes Nanna, des Schutzgottes von Ur, die von den Invasoren nach Anšan verschleppt worden war. Dadurch wurde Išbi-Erras Anspruch als legitimer Nachfolger der Könige der III. Dynastie von Ur weiter gefestigt.
Über die Herrscher, die auf Išbi-Erra vier Generationen lang in direkter Linie folgten, ist nur wenig bekannt.